# Třebíz
Obec Třebíz se nachází v okrese Kladno, kraj Středočeský, zhruba 8 km severozápadně od Slaného. Žije zde 240 obyvatel. Historické jádro obce je vesnickou památkovou rezervací.

## Historie

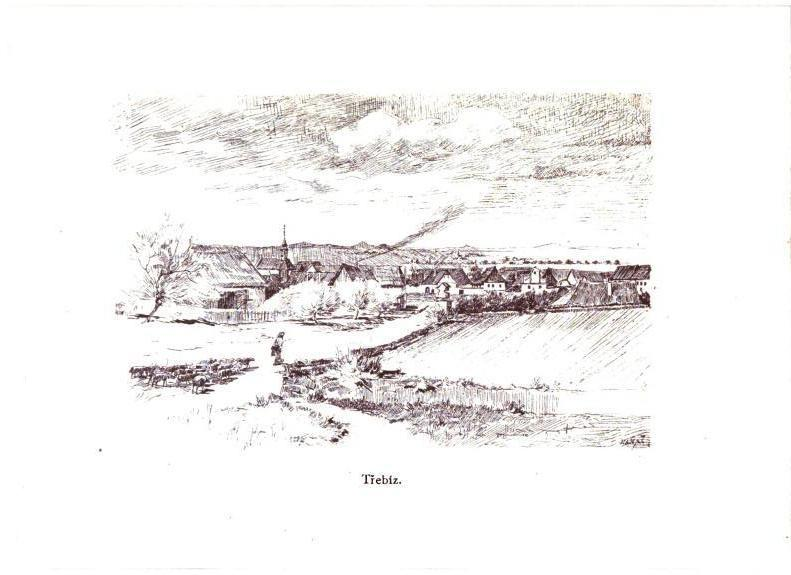
Třebíz před rokem 1890

První písemná zmínka o Třebízi pochází z roku 1183.

### Územněsprávní začlenění
Dějiny územněsprávního začleňování zahrnují období od roku 1850 do současnosti. V chronologickém přehledu je uvedena územně administrativní příslušnost obce v roce, kdy ke změně došlo:
- 1850 země česká, kraj Praha, politický i soudní okres Slaný[4]
- 1855 země česká, kraj Praha, soudní okres Slaný[4]
- 1868 země česká, politický i soudní okres Slaný[4]
- 1939 země česká, Oberlandrat Kladno, politický i soudní okres Slaný[5]
- 1942 země česká, Oberlandrat Praha, politický i soudní okres Slaný[6]
- 1945 země česká, správní i soudní okres Slaný[7]
- 1949 Pražský kraj, okres Slaný[8]
- 1960 Středočeský kraj, okres Kladno[9]

### Rok 1932
Ve vsi Třebíz (370 obyvatel, poštovní úřad, telegrafní úřad, telefonní úřad, katol. kostel) byly v roce 1932 evidovány tyto živnosti a obchody: autobusová doprava, družstvo pro rozvod elektrické energie v Třebízi, holič, 3 hostince, kolář, kovář, půjčovna mlátičky, obuvník, pekař, 7 rolníků, řezník, 2 sedláři, 3 obchody se smíšeným zbožím, trafika.

## Pamětihodnosti
Jádro obce tvoří od roku 1995 vesnickou památkovou rezervaci.
- Cífkův statek, kde sídlí Národopisné muzeum Slánska v Třebízi, součást Vlastivědného muzea ve Slaném
- rodný dům spisovatele Václava Beneše Třebízského
- kostel (kaple) sv. Martina z roku 1754
- kaplička Nejsvětější trojice na návsi, barokní, s kamennou nádrží
- pomník-socha Václava Beneše na stráni nad obcí, z roku 1892 (A. Procházka, F. Hergesell)
- sochy ve skále poblíž – pískovcové barokní Jan Nepomucký a reliéf Piety

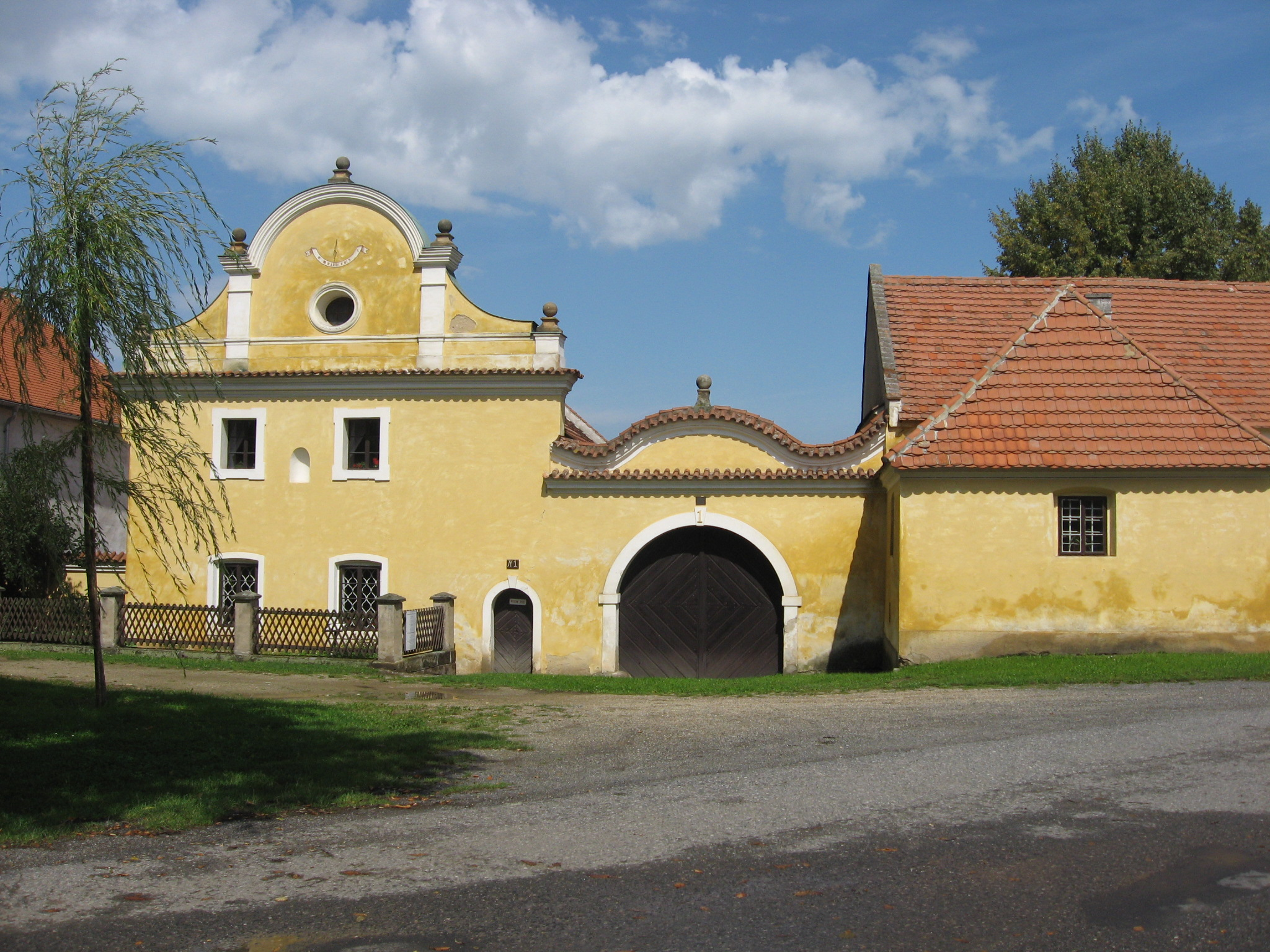
Cifkův statek - expozice Národopisného muzea Slánska
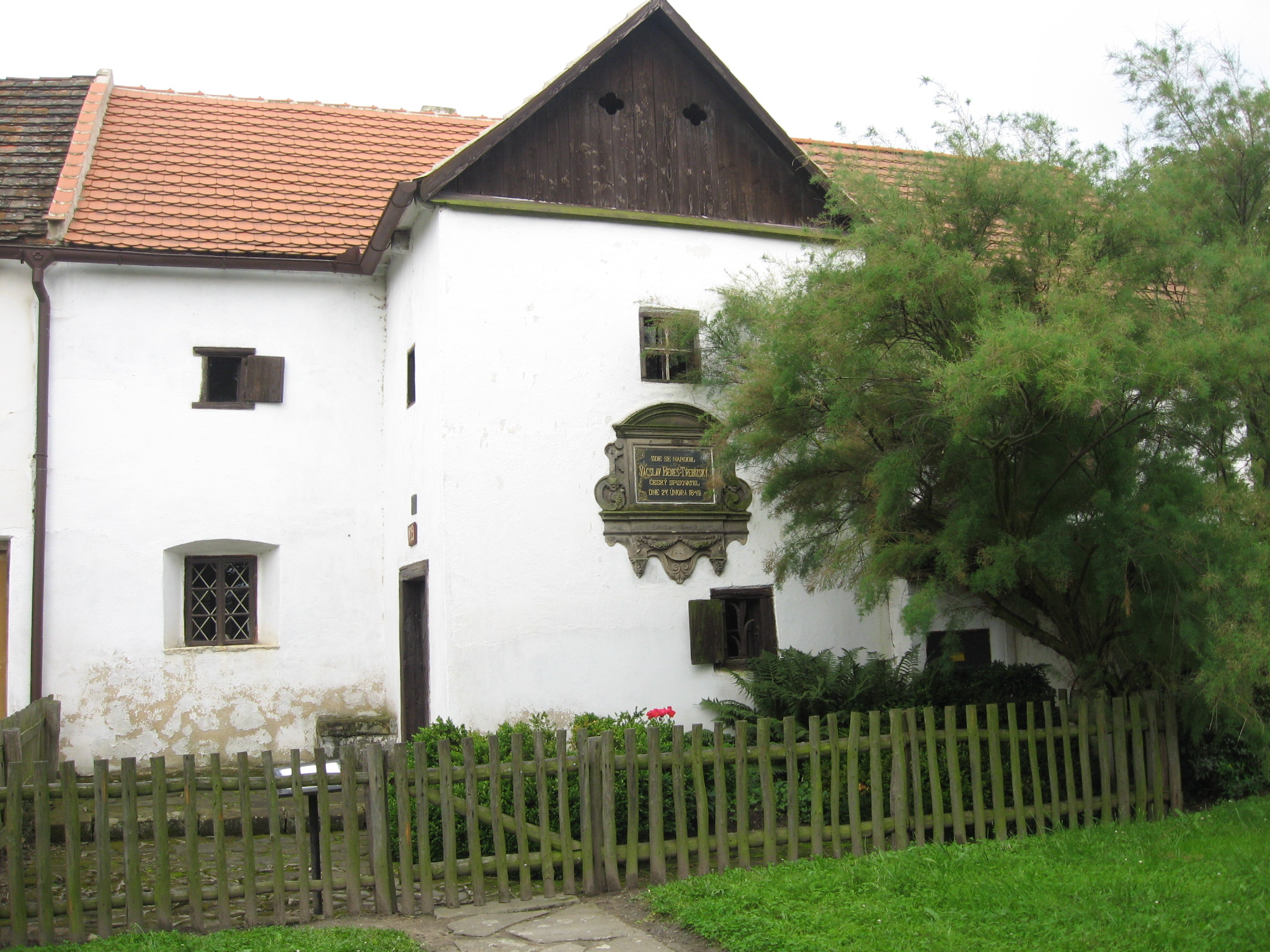
Rodný dům spisovatele Václava Beneše Třebízského
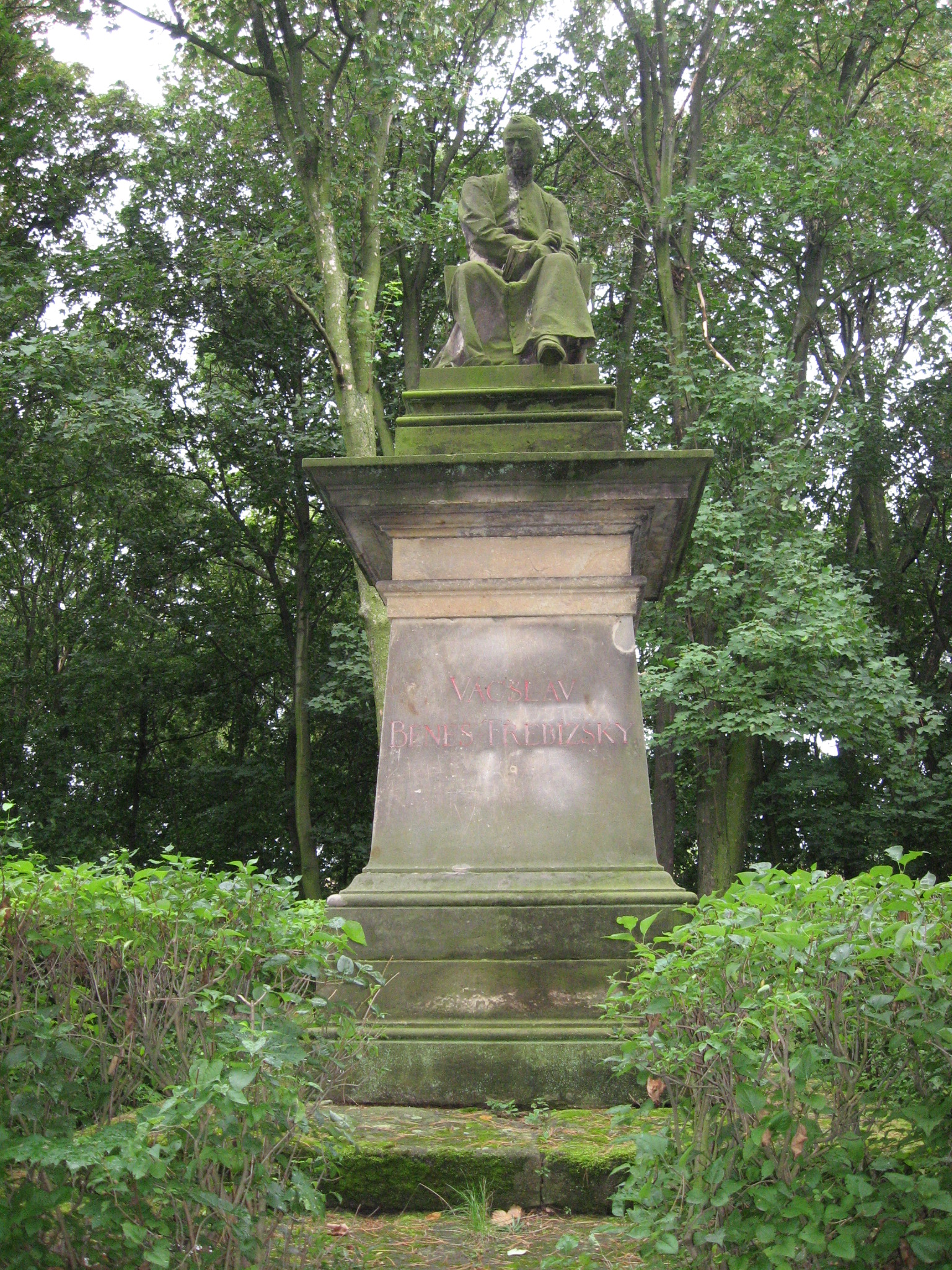
Pomník spisovatele
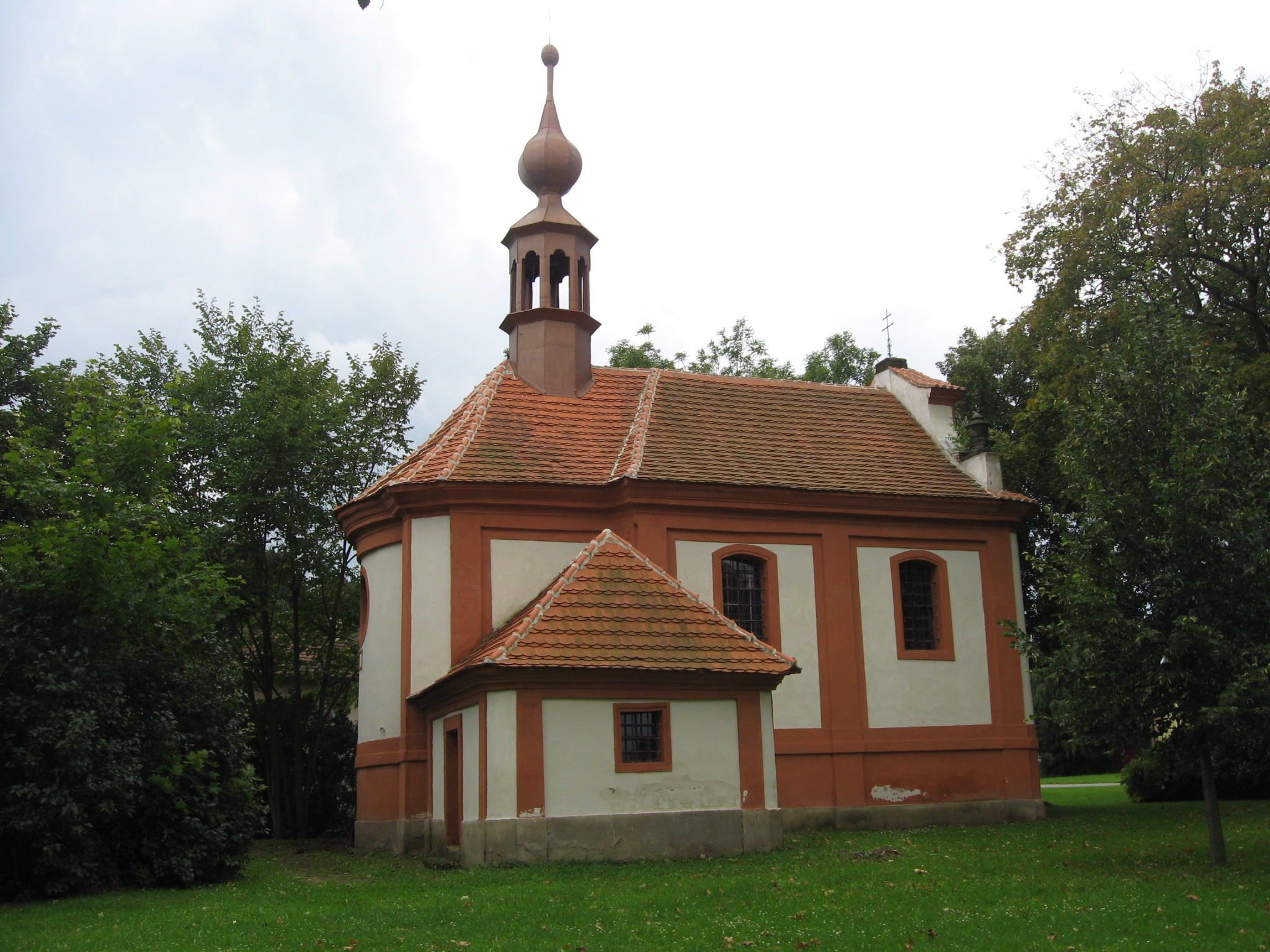
Kostel sv.Martina

## Významní rodáci
V roce 1811 se v rodině chalupníka Martina Cífky v č. 11 narodil všestranný umělec Václav Cífka, který se proslavil ve službách portugalského krále Ferdinanda II.
Roku 1849 se zde narodil Václav Beneš Třebízský, známý jako autor historických románů. Inspirací mu často byly pověsti, slyšené od svého třebízského otce, dědečka a dalších lidových vyprávěčů – „táčkářů“ (viz životopis od Josefa Brauna).

## Doprava
- Pozemní komunikace – Obcí prochází silnice II/237 v úseku Rakovník - Nové Strašecí - Hořešovice - Peruc - Libochovice. Obec protíná silnice I/7 z Prahy a Slaného do Loun a Chomutova.
- Železnice – Železniční trať ani stanice na území obce nejsou. Nejblíže obci je železniční stanice Klobuky v Čechách ve vzdálenosti 4 km ležící na trati 110 z Kralup nad Vltavou a Slaného do Loun.
- Veřejná doprava 2011 – V obci zastavovaly autobusové linky jedoucí do těchto cílů: Chomutov, Litvínov, Louny, Most, Praha, Slaný.